# 增井壯一
增井壯一（日语：／ Masui Sōichi，1966年—），日本男性動畫演出家、動畫導演。出身於埼玉縣浦和市（現埼玉市）。水草一馬有時會被用作化名。

## 來歷、人物
就讀於日本大學藝術學院美術系，後退學並畢業於日本電影學校（現日本電影大學）。在Group Tac負責設定製作一職之後，擔任演出家作為導演活動。
他應武藤裕治的要求，為電影《蠟筆小新》製作分鏡後，得到SHIN-EI動畫製作人吉田有希的推薦，並接替鴫野彰，在《蠟筆小新：黃金間諜大作戰》和《蠟筆小新：我和我的宇宙公主》擔任導演。
雖然從2005年開始負責電影《蠟筆小新》的分鏡和演出，但電視動畫他只參與了2015年播出的「小白的搬家物語」和2016年播出的「爸爸起不來!?」而已。

## 參加作品

### 電視動畫
1994年
- 淘氣貓 喵喵三丁目 (第2期)（設定製作、製作進行）

1997年
- 妖精狩獵者II（OP&ED插圖）

1998年
- 時空偵探建次君（分鏡）
- 超級娃娃戰士★莉卡（—1999年，分鏡）※水草一馬名義。

1999年
- HUNTER×HUNTER (1999年版)（—2001年，分鏡）
- 火魅子傳（日语：火魅子伝）（分鏡）
- 無敵炫悟空（導演助理）

2000年
- 風雲爆彈娘（分鏡、演出）
- 夢幻天女（分鏡）
- 向陽之樹（分鏡）※水草一馬名義。
- 機巧奇傳希約戰記（演出）

2001年
- 刃牙（演出）
- 地球少女Arjuna（分鏡）※水草一馬名義。
- 地球防衛家族（分鏡、演出）
- ANGELIC LAYER 天使領域（分鏡）
- PROJECT ARMS（分鏡）
- 學園戰記無量（日语：学園戦記ムリョウ）（助理導演、分鏡、演出）

2002年
- 足球小將翼 (2001年版)（分鏡）
- 翼神世音（導演補佐、分鏡、演出）

2003年
- STRATOS 4（日语：ストラトス・フォー）（分鏡）
- 廢棄公主（導演）
- GAD GUARD（分鏡）

2004年
- 鋼之鍊金術師（分鏡）
- 老師的時間（分鏡）※水草一馬名義。
- 忘却的旋律（分鏡）
- 琉球武士瘋雲錄（分鏡）
- BECK（—2005年，分鏡）
- 舞-HiME（—2005年，分鏡）※水草一馬名義。

2005年
- 我的太太是魔法少女（分鏡）
- 舞-乙HiME（分鏡）※水草一馬名義。

2006年
- Ergo Proxy（分鏡）
- 獸爪（日语：ケモノヅメ）（分鏡）
- 淘氣貓 魔法大冒險（構成、設定、監修）

2007年
- Oban Star-Racers（日语：オーバン・スターレーサーズ）（分鏡）
- 大江戶火箭（分鏡）
- 精靈守護者（分鏡、演出）

2008年
- 女神異聞錄 ～三位一體之魂～（分鏡）
- SOUL EATER（分鏡）
- 電腦線圈（分鏡）
- 藥師寺涼子怪奇事件簿（分鏡）
- 道子與哈金（分鏡）

2009年
- 奇奇的異想世界 新的家（分鏡）
- CANAAN（分鏡）
- 花冠之淚（分鏡）
- 動物偵探奇魯米（—2010年，導演）

2011年
- STAR DRIVER 閃亮的塔科特（分鏡）
- NO.6（分鏡）
- UN-GO（分鏡）

2012年
- 交響詩篇艾蕾卡7 AO（分鏡）
- PSYCHO-PASS心靈判官（分鏡）

2013年
- 絕園的暴風雨（分鏡）
- 魔奇少年（分鏡）
- 打工吧！魔王大人（分鏡）
- 宇宙戰艦大和號2199（分鏡）
- 鋼彈創戰者（分鏡）

2014年
- 棺姬嘉依卡（導演）
- 銀河騎士傳（故事分鏡）

2015年
- SHOW BY ROCK!!（OP分鏡）
- 蠟筆小新（—2016年，分鏡）
- 亞爾斯蘭戰記（分鏡）
- Classroom☆Crisis（分鏡）
- 流浪神差 ARAGOTO（分鏡）

2016年
- 舞武器·舞亂伎（分鏡）
- SHOW BY ROCK!! #（OP分鏡）

2017年
- 櫻花任務（導演、分鏡）

2018年
- 賽馬娘Pretty Derby（分鏡）
- 青春豬頭少年不會夢到兔女郎學姊（導演[2]、分鏡）

2019年
- PSYCHO-PASS心靈判官 3（分鏡）

2020年
- 天晴爛漫！（分鏡）

2021年
- 天地創造設計部（導演、分鏡）

2022年
- 秋葉原冥途戰爭（導演[3]、分鏡）

2024年
- Girls Band Cry（分鏡）

2025年
- 青春豬頭少年不會夢到聖誕服女郎（導演[4]）

### 電影動畫
1997年
- 劇場版 天地無用！盛夏的聖誕夜（助理導演）

2004年
- 劇場版 神奇寶貝：裂空的訪問者 代歐奇希斯（分鏡）※水草一馬名義。

2005年
- 劇場版 鋼之鍊金術師：森巴拉的征服者（分鏡）
- 劇場版 神奇寶貝：夢幻與波導的勇者 路卡利歐（分鏡）
- 蠟筆小新：3分鐘百變大進擊（分鏡）

2006年
- 蠟筆小新：Amigo！森巴入侵計畫 （分鏡）

2007年
- 蠟筆小新：小白的屁屁炸彈（分鏡）

2009年
- 福音戰士新劇場版：破（分鏡）
- 雷頓大冒險：永遠的歌姬（分鏡）

2010年
- 槍神Trigun Badlands Rumble（分鏡）

2011年
- 蠟筆小新：黃金間諜大作戰（導演、分鏡、演出）
- UN-GO episode:0 因果論（分鏡）

2012年
- 蠟筆小新：我和我的宇宙公主（導演、分鏡、演出）

2013年
- 蠟筆小新：超級美味！B級美食大逃亡!!（分鏡）

2015年
- 蠟筆小新：我的搬家物語 仙人掌大襲擊（分鏡）

2019年
- 青春豬頭少年不會夢到懷夢美少女（導演）

2023年
- 青春豬頭少年不會夢到嬌憐外出妹（導演）
- 青春豬頭少年不會夢到紅書包女孩（導演）

### OVA
1995年
- 彌涅耳瓦公主（製作擔當）

2002年
- 大人的童話系列（導演、分鏡、演出、「灰姑娘」人物設定、作畫監督）
  - 世間恐怖的格林童話
  - 世間恐怖的日本昔話

2004年
- HUNTER×HUNTER G·I Final（分鏡）※水草一馬名義。

2007年
- 舞-乙HiME Zwei（分鏡）※水草一馬名義。

### 遊戲
2004年
- 鋼之鍊金術師2：紅色靈藥的惡魔（日语：鋼の錬金術師2 赤きエリクシルの悪魔）（插入影片分鏡&演出）

## 腳註

## 相關項目
- Group Tac
- 日本動畫師列表（日语：アニメ関係者一覧）